# Call of Duty: Advanced Warfare
Call of Duty: Advanced Warfare (укр. «Поклик обов'язку: Передова війна», «Службовий обов'язок: Передова війна») — мультиплатформенна відеогра в жанрі військово-фантастичного тривимірного шутера від першої особи, розроблена студією Sledgehammer Games, за участю High Moon Studios і Raven Software та видана Activision. Є одинадцятою за рахунком грою в серії Call of Duty. Анонс гри відбувся 1 травня 2014 року. Вийшла гра 3 листопада 2014 року на PC, Xbox 360, PlayStation 3, Xbox One і PlayStation 4. Головний антагоніст гри — Джонатан Айронс, американець, лідер власної приватної компанії, один з найвпливовіших людей світу, мрія якого — підпорядкувати собі весь світ. За сюжетом, гравцеві доведеться зіткнутися з багатьма проблемами, в тому числі загальносвітовими. Управляти ж йому доведеться рядовим Мітчеллом — простим солдатом американської армії, членом загону, мета якого — навести в Америці порядок. Згідно з сюжетом, на початку гри найбільші міста світу піддаються атаці терористичного угруповання KVA. Розібратися в ситуації і перемогти терористів — одна з цілей кампанії.
Зі сеттингу були винайдені кардинально нові типи зброї та екіпіровки, в тому числі екзоскелети — новий і кращий вид броні, який рятує солдата практично від будь-яких зовнішніх впливів. Але не можна забувати, що і зброя розвивалася з такою ж швидкістю. Екзоскелети також розширюють можливості бійця — він стає витривалим і сильним, може високо стрибати і чіплятися за різні поверхні. За сюжетом битви будуть відбуватися в різних середовищах, а не тільки на звичній гравцям поверхні.
Технології розвивалися і в плані техніки, гравцеві будуть доступні різні транспортні засоби, літальні апарати і керовані дрони, що дозволить максимально урізноманітнити ігровий процес. Гранати, міни, ракети та інше — все неймовірним чином змінилося за стільки років і стало більш ефективним. У мультиплеєрі також додана можливість знищувати стіни, велика свобода дії та доступ до екзоскелета.

## Ігровий процес

### Сетінг
Дії гри відбуваються з 2054 по 2061 рік, що змінився до невпізнання внаслідок наукового прогресу. Військові технології розвинулися до небувалого рівня. Приватні військові компанії стали домінуючою силою на планеті і почали диктувати свої умови, а також конфліктувати між собою, прагнучи до найбільшого авторитету в світі і, фактично, світового панування. Атлас, військова корпорація, заснована Джонатаном Айронсом, починає військовий конфлікт зі США, оскільки, на їхню думку, Америка вже століття з невдачами намагається встановити демократію в усьому світі. Головний герой — солдат цієї корпорації.

### Сюжет
2054 рік. Друга Корейська війна. Північна Корея напала на Південну і окупувала столицю Сеул. Збройні сили США прямують до Сеула з метою звільнити місто. З одним із загонів туди направляється головний герой — рядовий Джек Мітчелл. Разом з ним у загоні знаходиться його кращий друг — рядовий Уїлл Айронс, а також сержант Кормак — командир загону. Після висадки група отримує завдання — зустрітися з групою диверсантів «Підривник-1», а на шляху бійці помічають ворожу пускову установку HAVOC і вирішують її знищити. Оскільки союзні диверсанти виявляються убитими, Уїлл і Джек забирають вибухові пакети і вирушають до пускової установки, однак під час розміщення зарядів, чим займався Айронс, закривається захисна панель і притискає йому руку. Мітчелл намагається витягнути одного, проте установка злітає, і Вілл, пожертвувавши собою, скидає Джека з установки, а сам гине під час вибуху. Мітчелл залишається живий, проте втрачає ліву руку із-за прильоту уламка, після чого його рятує Кормак.
На похоронах Уілла Мітчелл знайомиться з його батьком — Джонатаном Айронсом — засновником найбільшого в світі військового з'єднання «Атлас», що мало на озброєнні найсучаснішу зброю і технології. Айронс пропонує Мітчеллу отримати другий шанс і вступити в корпорацію. Джек погоджується і вступає в «Атлас», де отримує замість втраченої руки повноцінний протез і проходить тренування під наглядом нового командира — капітана Гідеона, який стає йому добрим другом.
У своєму першому завданні Джек бере участь через пару місяців у Лагосі. Групі Гідеона необхідно врятувати прем'єр-міністра Нігерії, захопленого терористичним угрупуванням KVA. Операція проходить успішно, і загону вдається врятувати міністра, а пізніше — й одного зі вчених з саміту Нігерії. Через деякий час після цього завдання війська «Атласу» (в тому числі і Мітчелл з Гідеоном) прориваються до атомного реактора в Сіетлі та намагаються запобігти його знищенню, проте це не вдається. Незабаром по всьому світу проходить атака, суть якої полягає якраз у знищенні електростанцій. З'ясовується, що за атакою стоїть лідер KVA — Йосип Чхеїдзе на прізвисько «Аїд». Протягом декількох років «Атлас» безуспішно намагається напасти на його слід, однак незабаром у занедбаному Детройті оголошується його спільник П'єр Дану, і Мітчеллу з Гідеоном вдається захопити його. На допиті Дану повідомляє, що Аїд проводить зустріч на Санторіні, і Айронс негайно направляє туди своїх кращих бійців. У ході прихованої операції бійцям за допомогою дрона вдається усунути Аїда, але це виявляється лише двійник. Мітчеллу і його напарниці Ілоні вдається прорватися крізь ряди KVA і перехопити конвой справжнього Аїда. У сутичці з Ілоною Аїд починає брати верх, проте Мітчеллу вдається вбити ворога. Перед смертю Аїд передає Джеку чіп з якоюсь інформацією і каже, що «Айронс знає…», але що знає Айронс — залишається загадкою.
У Новому Багдаді Ілона показує Мітчеллу і Гідеону розшифрований запис з чіпа. Стає ясно, що Айронс, довідавшись про атаки KVA, вбив ученого, врятованого в Нігерії. Головних героїв розкривають. Гідеон, не повіривши розповіді Ілони, залишається на боці Айронса. Джеку та Ілоні вдається розібратися з колишніми товаришами по службі, покинути будівлю і дістатися до точки евакуації, де їх зустрічає Кормак. З цього моменту Мітчелл та Ілона вступають до лав «Вартових» і починають воювати проти Атласу.
Правоохоронцям вдається проникнути в особняк Айронса в Таїланді, де він проводить зустріч з П'єром Дану, якого переманили в Атлас. Бійці добираються до літака, що перевозить щось під назвою «Мантикора», і ставлять на нього жучок. Далі їм вдається перехопити літак і взяти зразок вантажу. З'ясовується, що Мантикора — вироблена Атласом біозброя, суть якої у тому, що нещеплені спеціальною вакциною люди мають померти при першому її вдиху. Разом з Гідеоном, який погодився-таки допомагати Правоохоронцям, головні герої проникають на завод по виробництву Мантикори і знищують його, після чого успішно евакуюються на танку Т-740.
Деякий час по тому Айронс за допомогою своїх військ завдає удару по США. Правоохоронцям не вдається запобігти теракту на мосту Золоті Ворота, але вони успішно захищають союзний флот. Під час штурму Нового Багдада, де знаходиться штаб-квартира Айронса, Атлас застосовує Мантикору і знищує загони Вартових. Мітчелл, Гідеон, Ілона і Кормак потрапляють у полон. Відвідавший їх Айронс у помсту сильно ранить Кормака пострілом з пістолета, а Мітчеллу розбиває протез, проте головним героям вдається вибратися з табору і евакуюватися.
Після смерті Кормака Гідеон приймає рішення штурмувати фортецю Айронса за допомогою механічних екзоскелетів. Прориваючись через численні війська Атласу, напарники проникають у стартову шахту і знищують ракету з Мантикорою, спрямовану прямо на одне з великих міст США. Гідеон допомагає Джеку дістатися до Айронса, однак той іде, відключивши екзоскелети головних героїв. Мітчеллу вдається зняти екзокостюм і наздогнати Айронса. Останній падає з балкона і встигає вхопитися за зламаний протез Мітчелла, він благає про пощаду, нагадуючи головному герою, хто саме дав йому другий шанс і повернув у бойовий стрій, але Джек відрізає його ножем, у результаті чого Айронс гине, впавши з великої висоти. Зреагувавший Гідеон допомагає Джеку піднятися, і разом вони залишають напівзруйновану будівлю корпорації.

### Місії
| Назва             | Дата                      | Місце                                  | Мета                                                                    |
| ----------------- | ------------------------- | -------------------------------------- | ----------------------------------------------------------------------- |
| Бойове хрещення   | 10 липня 2054 року        | Сеул, Південна Корея                   | Зустріньтеся з «Підривником-1». Підірвати пускову установку противника. |
| Атлас             | 24 липня 2054 року        | База Атласу, Арлінгтон, Вірджинія, США | Пройти навчання Атласу                                                  |
| Трафік            | 7 березня 2055 року 07:45 | Лагос, Нігерія                         | Врятувати прем'єр-міністра                                              |
| Ланцюгова реакція | 28 квітня 2055 року       | Сіетл, США                             | Зупинити вибух реактора                                                 |
| Наслідки          | 5 серпня 2059 року        | Детройт, Мічиган, США                  | Знайти і зловити доктора П'єра Дануа                                    |
| Полювання         | 13 вересня 2059 11:30     | Острів Санторіні, Греція               | Знайти і вбити Аїда                                                     |
| Утопія            | 9 листопада 2059 року     | Новий Багдад, Ірак                     | Втекти з Атласу. Дістатися до точки евакуації.                          |
| Страж             | 3 січня 2060 року         | Бангкок, Таїланд                       | Пробратися в особняк Айронса                                            |
| Крах              | 3 січня 2060 року         | Льодовик Дарвіна, Антарктида           | Відбити цінний вантаж у «Атласу»                                        |
| Біолабораторія    | 4 квітня 2060 року        | Странджа, Болгарія                     | Зібрати докази проти корпорації                                         |
| Крах              | 15 червня 2060 року       | Сан-Франциско, США                     | Запобігти теракту на мосту                                              |
| Армада            | 15 червня 2060 року       | Сан-Франциско, США                     | Знищити військові кораблі Атласу                                        |
| Повний газ        | 8 січня 2061 року         | Новий Багдад, Ірак                     | Штурмувати Новий Багдад                                                 |
| В полоні          | 8 січня 2061 року         | Недалеко від Нового Багдаду, Ірак      | Втекти з полону                                                         |
| Кінцева           | 8 січня 2061 року         | Новий Багдад, Ірак                     | Зупинити запуск Мантікора, вбити Джонатана Айронса                      |

## Нововведення
За сеттінгу були винайдені кардинально нові типи зброї і екіпіровки, в тому числі екзоскелети — новітній і кращий вигляд броні, який рятує солдата практично від будь-яких зовнішніх впливів, але не можна забувати, що і зброю розвивалося з такою ж швидкістю. Екзоскелети також розширюють можливості бійця — він стає витривалим і сильним, може високо стрибати і чіплятися за різні поверхні. За сюжетом битви будуть відбуватися в різних середовищах, а не тільки на звичній гравцям поверхні.
Технології розвивалися і в плані техніки, гравцеві будуть доступні різні транспортні засоби, літальні апарати і керовані дрони, що дозволить максимально урізноманітнити ігровий процес. Гранати, міни, ракети та інше — все неймовірним чином перетворилося за стільки років і стало більш ефективним. У многопользовательском режимі також додана разрушаемость, велика свобода дії і доступ до екзоскелет.
Третій режим являє собою кооператив на виживання (сильно схожий з тим, що реалізований в Call of Duty: Modern Warfare 3) на чотирьох чоловік. Також, першим DLC для гри виступив режим Екзо-Зомбі.

## Історія розробки
14 травня 2010 року стало відомо, що компанія Activision зареєструвала доменні імена для можливих майбутніх ігор в серії Call of Duty: Call of Duty: Future Warfare, Call of Duty: Advanced Warfare, Call of Duty: Secret Warfare і Call of Duty: Space Warfare.
Навесні 2014 року компанія Activision зробила обіцянку, що 4 травня розкриє деталі розробляється студією Sledgehammer Games гри в серії Call of Duty, реліз якої був намічений на осінь 2014 року. На офіційному сайті серії був запущений спеціальний таймер, що відраховує секунди до години «Х». Але Sledgehammer Games випустила перший трейлер вже 1 травня. Як стверджує виконавчий директор Activision — Ерік Хіршбергом, при створенні Call of Duty: Advanced Warfare упор буде зроблений, перш за все, саме на платформи нового покоління, що є нововведенням в серії.
Тоді ж стало відомо, що головного антагоніста гри, Джонатана Айронса, озвучить і зіграє дворазовий володар премії «Оскар» — американський актор Кевін Спейсі.
5 травня 2014 року з'явилися багато відомостей про очікувану грі. Так, превью опублікував журнал GameInformer, звідки і була взята частина інформації, розташованої в інших розділах статті.
Call of Duty: Advanced Warfare була показана на E3 2014.
11 серпня 2014 року розробники випустили трейлер, в якому була продемонстрована на багато користувачів гра. Крім того, розробники провели спеціальний брифінг, який почався о 19:00 GMT, де вони самі докладно розповіли про багатьох нововведення та зміни в багатокористувацької складовою гри. До слова, багато гравців помітили схожість з вийшла в тому ж році грою Titanfall.
4 листопада 2014 року відбувся реліз гри Call of Duty: Advanced Warfare.
27 січня 2015 року виходить DLC HAVOC, що наповнює гру бродячими мерцями

## Огляди
| Агрегатор    | Оцінка                                                                         |
| ------------ | ------------------------------------------------------------------------------ |
| GameRankings | (PS4) 83.50% (28 reviews) (XONE) 82.88 % (42 reviews) (PC) 75.57 % (7 reviews) |
| Metacritic   | (PS4) 83/100 (39 reviews) (XONE) 81/100 (53 reviews) (PC) 78/100 (18 reviews)  |

| Видання                                  | Оцінка |
| ---------------------------------------- | ------ |
| Electronic Gaming Monthly                | 9/10   |
| Game Informer                            | 9/10   |
| GameSpot                                 | 8/10   |
| GameTrailers                             | 8.7/10 |
| Giant Bomb                               | [ 12 ] |
| IGN                                      | 9.1/10 |
| Joystiq                                  | [ 14 ] |
| Official Xbox Magazine (Велика Британія) | 8/10   |
| Polygon                                  | 9/10   |